# Oetsjoer
De Oetsjoer (Russisch: Учур) is een rivier in Kraj Chabarovsk en Jakoetië in Rusland. De rivier mondt uit in de Aldan in het bekken van de Lena. De lengte van de rivier bedraagt 812 km. De Oetsjoer heeft een stroomgebied van 133.000 km².
De Oetsjoer vriest dicht in november en ontdooit weer in mei. De voornaamste toevoer van de rivier wordt gevormd door de Oejan, de Tyrkan, de Gonam en de Gynym.